# كيفن وارين سلون
كيفن وارين سلون (بالإنجليزية: Kevin Warren Sloan)‏ هو مهندس المناظر الطبيعية أمريكي، ولد في 8 ديسمبر 1957 في كانساس في الولايات المتحدة.